# カーゾレ・デルザ
カーゾレ・デルザ (伊: Casole d'Elsa) は、イタリア共和国トスカーナ州シエーナ県にある、人口約3,700人の基礎自治体（コムーネ）。

## 地理

### 位置・広がり

#### 隣接コムーネ
隣接するコムーネは以下の通り。括弧内のPIはピサ県所属を示す。
- カステルヌオーヴォ・ディ・ヴァル・ディ・チェーチナ (PI)
- キウズディーノ
- コッレ・ディ・ヴァル・デルザ
- モンテリッジョーニ
- ポマランチェ (PI)
- ラディコンドリ
- ソヴィチッレ
- ヴォルテッラ (PI)

### 気候分類・地震分類
カーゾレ・デルザにおけるイタリアの気候分類 (it) および度日は、zona E, 2105 GGである。
また、イタリアの地震リスク階級 (it) では、zona 3 (sismicità bassa) に分類される。

## 行政

### 分離集落
カーゾレ・デルザには、以下の分離集落（フラツィオーネ）がある。
- Cavallano, Mensano, Monteguidi, Pievescola